# Muiderslot
Le Muiderslot est un château fort médiéval situé à Muiden aux Pays-Bas, en province de Hollande-Septentrionale. Le site est classé musée national (Rijksmuseum).
Le château est de forme carrée. Des tours rondes se trouvent à chaque coin de la bâtisse. Dans l'enceinte se trouve un grand bâtiment à pignons. La date de construction du Muiderslot est incertaine. Il semblerait qu'il ait été construit vers 1280 par Florent V, mais il se peut qu'il existait déjà auparavant et acheté à ce moment par le comte. Le château fut construit à l'embouchure du Vecht dans le Zuiderzee, l'actuelle IJsselmeer. Tout près du château se trouve Muiden avec son port historique de plaisance. Une chaîne posée en travers du Vecht permit à Florent V de prélever un péage sur les bateaux qui passaient.
Le Comte Florent V fut assassiné le 27 juin 1296 dans les environs du château. Au cours d'une partie de chasse au faucon, il fut capturé par Gijsbrecht IV d'Amstel (nl) et Henry de Woerden (nl). Le comte fut emprisonné durant cinq jours au château de Muiderslot. Au cours d'une tentative d'évasion, il fut tué par son écuyer, Gérard de Velzen. Le château fut par la suite détruit par l'évêque Guillaume de Malines.
Cent ans plus tard, le Comte Albert Ier de Hainaut fit reconstruire le château au même endroit et suivant le plans initiaux. Le Muiderslot était pour la plupart du temps occupé par des intendants qui le géraient pour leur seigneur (évêque ou souverain). Au début du XVIe siècle le château devint un certain temps propriété des Geldersen. En 1577, durant la guerre de Quatre-Vingts Ans, le château fut conquis au nom de Guillaume d'Orange.
Les meubles, objets courants et tableaux visibles actuellement au château datent du XVIIe siècle. À cette époque, appelée le siècle d'or, l'écrivain et poète Pieter Corneliszoon Hooft vivait au Muiderslot. Il y rencontrait des artistes et poètes, parmi lesquels Maria Tesselschade et formèrent le Cercle de Muiden (Muiderkring).
Sous la domination française, le château fut utilisé comme caserne par l'armée française. À partir de 1795, le château ne fut plus occupé et tomba en ruine. Il fut mis en vente en 1825. A l'intervention de Guillaume Ier, la vente fut empêchée et des travaux de restauration furent entrepris suivant les plans de P.J.H. Cuypers.
Le château actuel comprend des douves, un pont-levis et un mémorial interactif sur le thème de l'eau dans le domaine. Un verger se trouve près du château, ainsi qu'un potager et un jardin de plantes médicinales tous deux restaurés.
Le sentier balisé Waterliniepad longe le Muiderslot.

## Galerie

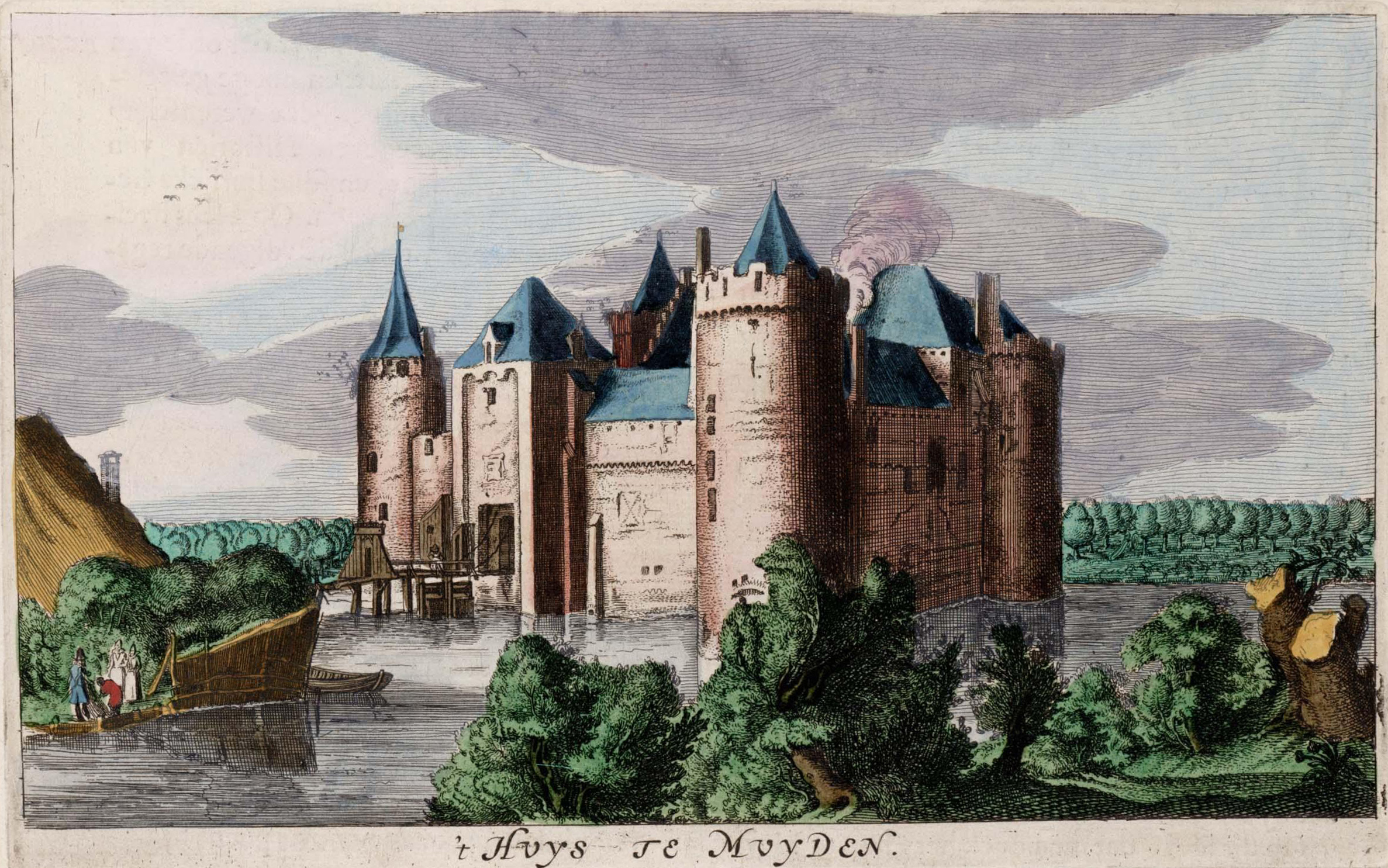
Image du château dans l'Atlas van Loon, en 1649.
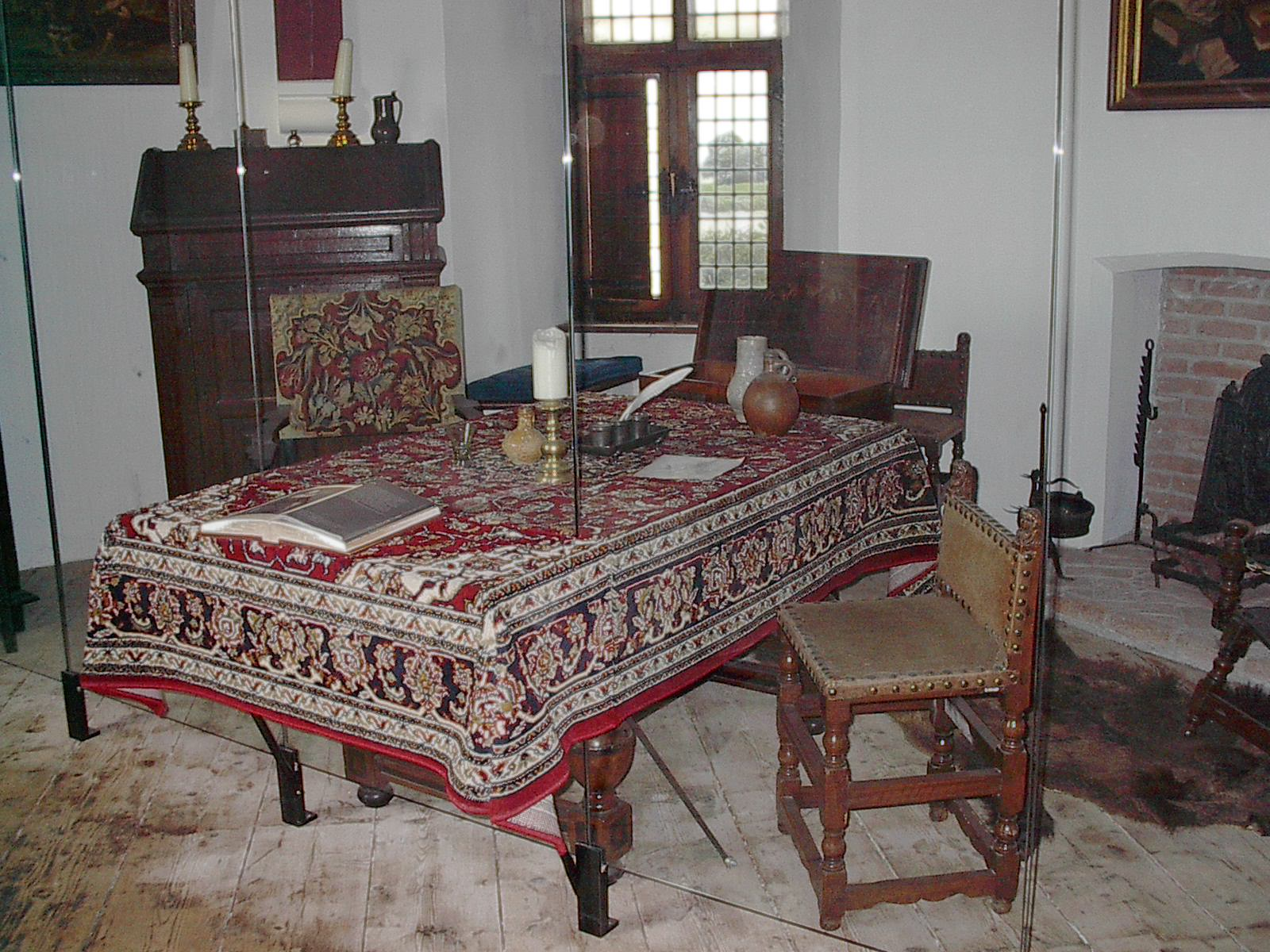
Cabinet de travail de P. C. Hooft au Muiderslot.
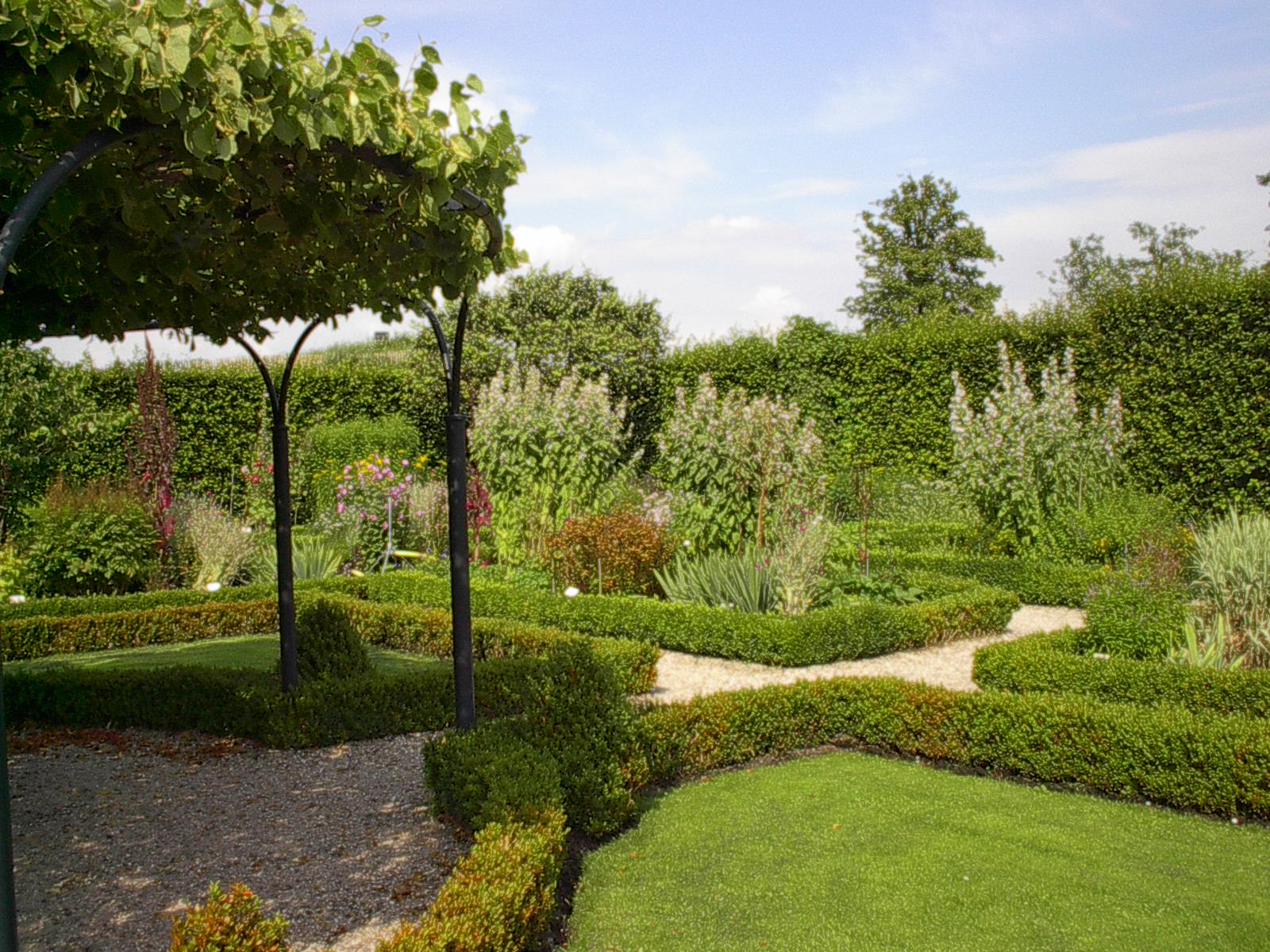
Une allée des jardins du Muiderslot.